# Wild Wings
Wild Wings é um filme em curta-metragem britânico de 1966 dirigido e escrito por Patrick Carey e John Taylor. Venceu o Oscar de melhor curta-metragem em live action na edição de 1967.

## Elenco
- Peter Scott - Narrador